# 韓士英
韓士英（1486年—1572年），字廷延，號石溪，四川南充县嘉陵区世阳镇马兰沟村人。明朝政治人物。

## 生平
正德五年庚午科四川鄉試舉人，九年甲戌科（1514年）二甲二十五名进士，授南京户部主事。榷税江西时，赈饥屡有異政，歴升郎中，出为岳州府知府，升四川按察司副使，嘉靖八年（1529年）以平芒部功，升贵州左参政，十二年七月升本省按察使，十四年九月升湖广右布政使，调云南左布政使，十八年十一月升都察院右副都御史，巡抚贵州，二十年三月擒获镇溪苗贼龙老桔等馀党，升俸一级。二十二年升工部右侍郎，二十四年四月改任南京户部右侍郎，二十五年九月復改工部右侍郎，二十六年闰九月改任户部右侍郎，十一月升本部左侍郎、兼都察院右副都御史、总督漕运兼巡撫凤阳，二十七年二月晋南京戶部尚書，二十九年三月改任南京兵部尚书、参赞机务，三十一年五月改任户部尚书，被召未至，会南京科道官张承宪、金豪等交章论劾，六月被罢职閑住。

## 外部連結
- 抗倭督师深藏南充马兰沟[永久]

| 官衔        | 官衔                      | 官衔        |
| ----------- | ------------------------- | ----------- |
| 前任： 王俨 | 明朝岳州府知府 嘉靖初年任 | 繼任： 蕭晚 |